# Liste des vicaires apostoliques de Donkorkrom
La liste des vicaires apostoliques de Donkorkrom recense les ordinaires à la tête de la préfecture apostolique ghanéenne de Donkorkrom située dans le district des plaines d'Afram, depuis sa création le 12 juin 2007, par détachement du diocèse de Koforidua (en) puis du vicariat apostolique de Donkorkrom à partir du 19 janvier 2010.

## Est préfet apostolique
- 12 juin 2007-19 janvier 2010 : Gabriel Kumordji (Gabriel Edoe Kumordji), promu vicaire apostolique

## Sont vicaires apostoliques
- 19 janvier 2010-16 mars 2017 : Gabriel Kumordji (Gabriel Edoe Kumordji), nommé évêque de Keta-Akatsi.
- depuis le 11 février 2019 : John Asiedu (John Alphonse Asiedu), SVD

## Sources
- (en) Fiche du vicariat apostolique sur catholic-hierarchy.org